# Oualidia
L'Oualidia, Loualidia ou Oualidia (pronúncia: uálidia; em árabe: الوليدية; romaniz.: Al Walīdiyah)  é uma vila e estação balnear de Marrocos, situada na região histórica do Doukkala-Abda. Administrativamente faz parte da comuna rural de Loualidia, circulo de Zemamra, província de Sidi Bennour e região de Casablanca-Settat.
Em 2014, a comuna tinha 18.616 habitantes, dos quais 7.770 na vila.
Situa-se na costa atlântica, à beira de uma lagoa, 177 km a noroeste de Marraquexe, 180 km a sudoeste de Casablanca, a meio caminho entre Safim (63 km a sudoeste) e El Jadida (80 km a nordeste). Até à reforma administrativa de 2009 que criou a província de Sidi Bennour, a comuna fazia parte da El jadida (província).
O nome deve-se a Alualide ibne Zidane r., um dos últimos sultões saadianos, que ali mandou construir uma casbá (fortaleza), da qual restam alguns vestígios na parte alta da vila.
As principais atividades económicas são a produção de ostras, pesca e turismo. As ostras de Oualidia são consideradas as melhores de Marrocos (ou do mundo, a acreditar nos locais...) e anualmente são produzidas 200 toneladas.

## Demografia
O crescimento populacional tem sido o seguinte:
|             | em 2004 | em 2014 |
| ----------- | ------- | ------- |
| Comuna      | 15 433  | 18.616  |
| Cidade/Vila | 5 826   | 7.770   |